# Tercera Federación (Grupo II)
El Grupo II de la Tercera Federación española de fútbol es el grupo autonómico asturiano de dicha categoría, quinto nivel del sistema de ligas de fútbol de España.
Es el heredero homónimo desde 2021 del Grupo II de la antigua Tercera División, que se creó en el año 1986.

## Sistema de competición
El Grupo II de Tercera División RFEF está integrado por 18 clubes, si bien esta composición ha variado desde los 20 de su temporada inaugural, los 16 de la siguiente y los 18 actuales.
El sistema de competición es el mismo que en el resto de categorías de la Liga. Se disputa anualmente, empezando a finales del mes de agosto o principios de septiembre, y concluye en el mes de mayo o junio del siguiente año.
Los equipos del grupo se enfrentan todos contra todos en dos ocasiones, una en campo propio y otra en campo contrario. El orden de los encuentros se decide por sorteo antes de empezar la competición. El ganador de un partido obtiene tres puntos, el perdedor no suma ninguno y, en caso de un empate, se reparte un punto para cada equipo.
Al término de la temporada, el primer clasificado (excluyendo a los equipos filiales) se clasifica para disputar la siguiente edición de la Copa del Rey.

### Ascenso a Segunda Federación
Una vez finalizada la temporada regular, el primer clasificado se proclama campeón y asciende directamente a Segunda Federación, mientras que los clasificados entre el segundo y el quinto lugar disputan un playoff territorial para decidir una plaza que da acceso a la Promoción de ascenso a Segunda Federación. Esta promoción consta de una ronda de eliminación directa en la que el vencedor asciende de categoría.

### Descenso a Regional Preferente
Al término de la temporada los tres últimos clasificados descienden directamente a Regional Preferente de Asturias. Existe la posibilidad de que desciendan además tantos equipos a Regional Preferente de Asturias, como equipos de Asturias que desciendan de la Segunda División RFEF a Tercera División RFEF. También puede ocurrir que algunos de los equipos del grupo clasificados para el playoff logre el ascenso a la Segunda División RFEF, en cuyo caso ascenderían a Tercera División RFEF tantos conjuntos de Regional Preferente de Asturias como clubes hayan logrado el ascenso a Segunda División RFEF.

### Equipos filiales
Los equipos filiales pueden participar en Tercera Federación si sus primeros equipos compiten en una categoría superior de la Liga —Primera División, Segunda División, Primera Federación o Segunda Federación—. Los filiales y sus respectivos primeros equipos no pueden competir en la misma categoría; por ello, si un equipo desciende a Segunda Federación y su filial queda primero o gana los playoff de ascenso a esta categoría, deberá quedarse obligatoriamente en Tercera Federación. Del mismo modo, un filial que se haya clasificado para la fase de ascenso a Segunda Federación no puede disputarla si el primer equipo milita en dicha categoría. En este caso, lo sustituye el sexto clasificado. Esto no será así si el primer equipo milita en Segunda Federación, pero se clasifica para la fase de ascenso a Primera Federación.

## Equipos participantes
La Tercera Federación 2021-22 fue disputada por los siguientes equipos:

La Tercera Federación 2022-23 fue disputada por los siguientes equipos:
La Tercera Federación 2023-24 fue disputada por los siguientes equipos:
La Tercera Federación 2024-25 es disputada por los siguientes equipos:

## Clasificación histórica
Actualizado=30 de julio de 2025
| Pos | ban                 | Equipo                 | Temp | Ptos | PJ  | PG | PE | PP | GF  | GC  | DG  | Cam | Sub | Pro | Asc |
| Pos | ban                 | Equipo                 | Temp | Ptos | PJ  | PG | PE | PP | GF  | GC  | DG  | Cam | Sub | Pro | Asc |
| --- | ------------------- | ---------------------- | ---- | ---- | --- | -- | -- | -- | --- | --- | --- | --- | --- | --- | --- |
| 1   | Bandera de Asturias | Sporting Atlético      | 5    | 276  | 136 | 79 | 39 | 18 | 284 | 84  | 164 | 0   | 3   | 4   | 0   |
| 2   | Bandera de Asturias | C. D. Lealtad          | 4    | 237  | 136 | 66 | 39 | 31 | 195 | 110 | 85  | 0   | 0   | 3   | 1   |
| 3   | Bandera de Asturias | Caudal Deportivo       | 5    | 233  | 136 | 63 | 44 | 29 | 198 | 108 | 90  | 0   | 1   | 2   | 0   |
| 4   | Bandera de Asturias | L'Entregu C. F.        | 5    | 231  | 136 | 66 | 33 | 37 | 185 | 143 | 42  | 0   | 0   | 2   | 0   |
| 5   | Bandera de Asturias | C. D. Praviano         | 5    | 208  | 136 | 52 | 52 | 32 | 157 | 129 | 28  | 0   | 0   | 1   | 0   |
| 6   | Bandera de Asturias | C. D. Covadonga        | 4    | 189  | 102 | 54 | 27 | 21 | 160 | 82  | 78  | 1   | 0   | 1   | 1   |
| 7   | Bandera de Asturias | C. D. Tuilla           | 5    | 181  | 136 | 48 | 37 | 51 | 179 | 205 | -26 | 0   | 0   | 0   | 0   |
| 8   | Bandera de Asturias | C. D. Colunga          | 5    | 179  | 136 | 46 | 41 | 49 | 169 | 158 | 11  | 0   | 0   | 0   | 0   |
| 9   | Bandera de Asturias | Real Oviedo Vetusta    | 2    | 164  | 72  | 51 | 11 | 10 | 157 | 53  | 104 | 2   | 0   | 0   | 2   |
| 10  | Bandera de Asturias | Real Titánico          | 5    | 156  | 136 | 40 | 36 | 60 | 152 | 207 | -55 | 0   | 0   | 0   | 0   |
| 11  | Bandera de Asturias | U. D. Llanera          | 3    | 142  | 64  | 45 | 7  | 12 | 154 | 51  | 103 | 1   | 0   | 0   | 1   |
| 12  | Bandera de Asturias | C. D. Llanes           | 3    | 139  | 102 | 38 | 25 | 39 | 122 | 130 | 0   | 0   | 1   | 0   |     |
| 13  | Bandera de Asturias | U. C. Ceares           | 4    | 137  | 98  | 37 | 26 | 35 | 123 | 118 | 5   | 0   | 0   | 1   | 0   |
| 14  | Bandera de Asturias | Urraca C. F.           | 3    | 118  | 106 | 27 | 37 | 42 | 99  | 126 | -27 | 0   | 0   | 0   | 0   |
| 15  | Bandera de Asturias | Lenense Proinastur     | 4    | 116  | 106 | 30 | 26 | 50 | 101 | 156 | -56 | 0   | 0   | 0   | 0   |
| 16  | Bandera de Asturias | Luarca C. F.           | 3    | 104  | 102 | 26 | 26 | 50 | 95  | 159 | 0   | 0   | 0   | 0   |     |
| 17  | Bandera de Asturias | Avilés Stadium C. F.   | 4    | 95   | 102 | 24 | 23 | 51 | 93  | 151 | -58 | 0   | 0   | 0   | 0   |
| 18  | Bandera de Asturias | Condal Club            | 3    | 87   | 98  | 21 | 24 | 53 | 68  | 150 | -82 | 0   | 0   | 0   | 0   |
| 19  | Bandera de Asturias | C. D. Mosconia         | 3    | 82   | 72  | 22 | 16 | 34 | 75  | 101 | -26 | 0   | 0   | 0   | 0   |
| 20  | Bandera de Asturias | E. I. San Martín       | 3    | 79   | 72  | 18 | 25 | 29 | 67  | 84  | -17 | 0   | 0   | 0   | 0   |
| 21  | Bandera de Asturias | U. D. Gijón Industrial | 3    | 77   | 72  | 19 | 20 | 33 | 79  | 119 | -40 | 0   | 0   | 0   | 0   |
| 22  | Bandera de Asturias | TSK Roces              | 1    | 36   | 38  | 8  | 12 | 18 | 40  | 62  | -81 | 0   | 0   | 0   | 0   |
| 23  | Bandera de Asturias | Navarro C. F.          | 2    | 33   | 38  | 6  | 15 | 17 | 29  | 55  | -26 | 0   | 0   | 0   | 0   |
| 24  | Bandera de Asturias | U. P. Langreo "B"      | 1    | 26   | 38  | 7  | 5  | 26 | 36  | 80  | -44 | 0   | 0   | 0   | 0   |
| 25  | Bandera de Asturias | Valdesoto C. F.        | 1    | 14   | 30  | 3  | 5  | 22 | 22  | 61  | -39 | 0   | 0   | 0   | 0   |
| 26  | Bandera de Asturias | Barcia C. F.           | 1    | 13   | 34  | 2  | 7  | 25 | 26  | 81  | -55 | 0   | 0   | 0   | 0   |
| 27  | Bandera de Asturias | Club Siero             | 1    | 0    | 0   | 0  | 0  | 0  | 0   | 0   | 0   | 0   | 0   | 0   | 0   |

## Palmarés
Nota: indicados en negrita los clubes que continúan en activo así como las temporadas en las que también consiguió el ascenso a Tercera División.
| Club            | Títulos | Años             |
| --------------- | ------- | ---------------- |
| Real Oviedo "B" | 2       | 2021-22, 2024-25 |
| C. D. Covadonga | 1       | 2022-23          |
| U. D. Llanera   | 1       | 2023-24          |

### Por temporada
| Temporada | Campeón             | Subcampeón        | Tercero         | Cuarto            | Quinto           |
| --------- | ------------------- | ----------------- | --------------- | ----------------- | ---------------- |
| 2021-22   | Real Oviedo "B"     | Real Sporting "B" | C. D. Lealtad   | C. D. Llanes      | Caudal Deportivo |
| 2022-23   | C. D. Covadonga     | Real Sporting "B" | L'Entregu C. F. | U. D. Llanera     | C. D. Praviano   |
| 2023-24   | U. D. Llanera       | Sporting Atlético | U. C. Ceares    | C. D. Lealtad     | L'Entregu C. F.  |
| 2024-25   | Real Oviedo Vetusta | Caudal Deportivo  | C. D. Covadonga | Sporting Atlético | C. D. Lealtad    |